# Ökobank
Die Ökobank eG war eine deutsche Genossenschaftsbank, deren Initiatoren sich aus der Frankfurter Alternativ- und Spontibewegung im Rahmen der Auseinandersetzung um eine Alternative Ökonomie rekrutierten. Sie warb mit Leitsätzen wie „Alternativen sind möglich“ und (vor dem Hintergrund der Debatte um den NATO-Doppelbeschluss) „kein Geld in die Rüstung“.
Das Bankgeschäft der Ökobank eG wurde 2003 aufgrund einer selbstverursachten wirtschaftlichen Schieflage von der GLS Gemeinschaftsbank eG übernommen. Die Genossenschaft besteht bis heute als Oekogeno eG weiter.

## Ziele
Ziele der Ökobank waren die Bereitstellung von Finanzmitteln für die damals aufkommenden alternativen Betriebe, die zu jener Zeit noch nicht von traditionellen Banken unterstützt wurden, und die Entwicklungsförderung in der so genannten Dritten Welt. Gemäß der Satzung sollte der „Förderung von Betrieben und Projekten auf dem Gebiet der Selbstverwaltung, des Genossenschaftswesen, der Ökologie und des Friedens … besondere Bedeutung beigemessen (werden)“. Das Bankgeschäft wurde deswegen in einen Förderbereich und einen Normalbereich unterteilt.
Mit der Gründung der Ökobank waren Visionen von einem „alternativen Wirtschaftskreislauf“ verbunden. Die Ökobank sollte die finanziellen Mittel bereitstellen, um einen solchen Kreislauf in Gang zu setzen.

## Geschichte
Der am 17. März 1984 in den Räumen der Arbeiterselbsthilfe gegründete Verein Freunde und Förderer der Ökobank hatte die Aufgabe, das Gründungskapital zu sammeln, ein Bankkonzept zu entwickeln und die Zulassung der Bank zu erreichen. Er stand der Monatszeitung Contraste nahe. Die „Anschubfinanzierung“ stellte 1984 die Netzwerk Selbsthilfe zur Verfügung. Die Frage der Einlagensicherung erwies sich von Anfang an als schwierig. Schließlich konnte die Ökobank mit Erlaubnis des Bundesaufsichtsamts für das Kreditwesen und mit einem Genossenschaftskapital von 7,8 Millionen DM, das von rund 12.700 Treugebern zur Verfügung gestellt wurde, am 31. März 1988 in das Register eingetragen und am 2. Mai 1988 in Frankfurt am Main eröffnet werden.
Das Konzept umfasste alle traditionellen Bankgeschäfte mit Ausnahme der Forfaitierung und des Effekten- und Depotgeschäfts. Sie bot Sparbücher, Umweltsparbriefe und Kredite an, deren Obergrenze auf maximal 750.000 DM je Kunde festgesetzt war. Das Gesamtkreditvolumen blieb auf 60 Prozent der Bilanzsumme beschränkt oder durfte nicht höher als das Dreifache des Eigenkapitals sein.

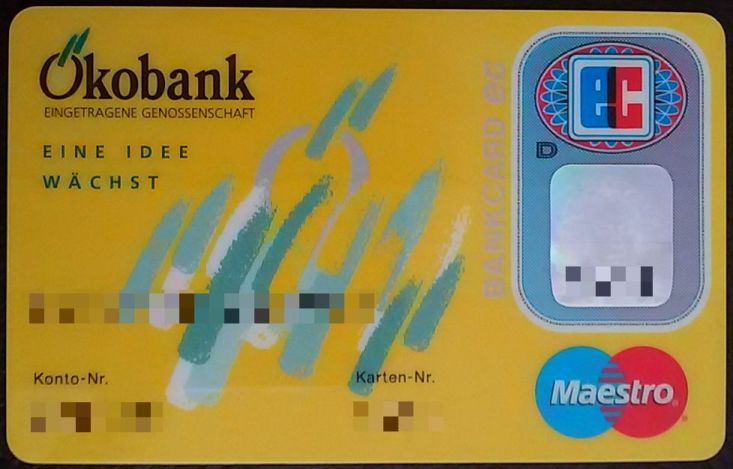
EC-Karte der Ökobank (2001)

Nach jahrelangen Verhandlungen erfolgte im Jahr 1996 die Aufnahme in den Einlagensicherungsfonds des Bundesverbandes der Deutschen Volksbanken und Raiffeisenbanken (BVR), wobei der damals bestehende Verlustvortrag von 3,3 Mio. DM anderweitig abgesichert werden musste. Letzteres gelang durch die Zeichnung von Sicherungsbriefen durch 542 Mitglieder. Dadurch waren die Voraussetzungen für eine Erweiterung des Kreditgeschäftes gegeben.
In den Jahren 1999 und 2000 geriet die Ökobank durch Managementfehler in eine finanzielle Schieflage. Sie hatte zu dieser Zeit ein Bilanzvolumen von 380 Millionen DM und 24.000 Mitglieder. Zur Sanierung wurde das Bankgeschäft zunächst an die Bankaktiengesellschaft (BAG) Hamm ausgegliedert. Nach zweijährigen Verhandlungen wurde es Anfang 2003 von der GLS Gemeinschaftsbank eG übernommen. Die abgewerteten Geschäftsanteile der Ökobank wurden in neue Anteile an der Finanzdienstleistungsgenossenschaft OekoGeno eingetragene Genossenschaft umgewandelt. Durch Beschluss der Vertreterversammlung vom 13. September 2003 wurde der Sitz der Genossenschaft im April 2004 von Frankfurt am Main nach Freiburg im Breisgau verlegt.